# Theodosius Dobzhansky
Theodosius Dobzhansky (Феодосий Григорьевич Добржанский; (Nemiriv, Vinnicjai terület, Ukrajna, 1900. január 25.  – San Jacinto, Kalifornia, 1975. november 11. ukrán származású amerikai genetikus, zoológus.

## Életpályája
A cári Oroszországban született, de 1927-től a haláláig az Amerikai Egyesült Államokban élt.
Előbb a California Institute of Technology (1930–1940), majd a Columbia University (1940–1962) volt a munkahelye.

## Kutatási területe
Az öröklődésre és a biológiai fejlődésre vonatkozó kutatásai jelentősek voltak. Kísérletei során vizsgálta a fajok eredetét és genetikáját, a fejlődés és genetika egymáshoz való viszonyát. Kísérleti alanyai az ecetmuslicák (Drosophila melanogaster) voltak.

## Egyéb
Híres mondása volt: „A biológiában mindennek csak az evolúció fényében (szemszögéből nézve) van értelme.”

## Főbb művei
- Genetics and the Origin of Species (1937)
- Mankind Evolving: The Evolution of the Human Species (1962)
- The Biology of Ultimate Concern (1967)
- Genetics of the Evolution Process (1970)
- Genetic Diversity and Human Equality (1973)

## Magyarul megjelent művei
- Örökletes változatosság és emberi egyenlőség. Tények és tévhitek az öröklődés és a nevelés vitájában; ford., bev., jegyz. Szabó Attila; Kriterion–Európa, Bukarest–Bp., 1985 (Téka)